# Diocesi di Daonio
La diocesi di Daonio (in latino: Dioecesis Daoniensis) è una sede soppressa del patriarcato di Costantinopoli e una sede titolare della Chiesa cattolica.

## Storia
Daonio, identificabile con Gümüşyaka, già Eski Ereğli, nel distretto di Silivri in Turchia, è un'antica sede vescovile della provincia romana di Europa nella diocesi civile di Tracia. Faceva parte del Patriarcato di Costantinopoli ed era suffraganea dell'arcidiocesi di Eraclea.
La sede è piuttosto tardiva, poiché compare nelle Notitiae Episcopatuum del patriarcato nel corso del IX secolo. A partire dalla Notitia attribuita all'imperatore Leone VI e databile all'inizio del X secolo, la sede è menzionata sempre tra le suffraganee di Eraclea fino al XIV secolo.
Dell'antica diocesi di Daonio sono noti solo tre vescovi: Tommaso, presente al secondo concilio ecumenico di Nicea nel 787; Clemente, che partecipò al concilio di Costantinopoli dell'879-880 durante il quale venne riabilitato il patriarca Fozio di Costantinopoli; e un anonimo vescovo, documentato nell'aprile del 1330.
All'epoca dell'Impero Latino d'Oriente (1204-1261) la città fu provvista di un vescovo franco, anche se tuttavia nessun nome di vescovo è conosciuto di quest'epoca.
Dal 1925 Daonio è annoverata tra le sedi vescovili titolari della Chiesa cattolica; la sede è vacante dal 27 ottobre 1986.

## Cronotassi

### Vescovi greci
- Tommaso † (menzionato nel 787)
- Clemente † (menzionato nell'879)
- Anonimo † (menzionato nel 1330)

### Vescovi titolari
- Beato Hryhorij Lakota † (10 febbraio 1926 - 12 novembre 1950 deceduto)[7]
- Jerzy Modzelewski † (18 novembre 1958 - 27 ottobre 1986 deceduto)[8]